# یوجی یوکویاما
یوجی یوکویاما (انگلیسی: Yuji Yokoyama؛ زادهٔ ۶ ژوئیهٔ ۱۹۶۹) بازیکن فوتبال اهل ژاپن است.
از باشگاه‌هایی که در آن بازی کرده‌است می‌توان به باشگاه فوتبال آویسپا فوکوئوکا و باشگاه فوتبال کاشیوا ریسول اشاره کرد.